# Sarmatia lycinea
Sarmatia lycinea är en fjärilsart som beskrevs av George Francis Hampson. Sarmatia lycinea ingår i släktet Sarmatia och familjen nattflyn. Inga underarter finns listade.